# غاري ويست (سياسي)
غاري ويست (بالإنجليزية: Garry West)‏ هو سياسي أسترالي، ولد في 19 يناير 1949. حزبياً، نشط في الحزب الوطني الأسترالي. وقد انتخب عضو الجمعية التشريعية نيو ساوث ويلز.